# Tony Davis (cyclisme)
Pour les articles homonymes, voir Davis.
Tony Davis, né le 15 juillet 1964 à Perth,, est un coureur cycliste australien. Durant sa carrière, il participe à des compétitions sur route et sur piste.

## Biographie
En 1988, Tony Davis devient champion d'Australie de la poursuite chez les amateurs. Il intègre ensuite l'AC Boulogne-Billancourt en 1989. Avec cette formation, il termine deuxième de la course amateur Paris-Vierzon, derrière Pierre-Henri Menthéour. 
Il passe professionnel en 1990 avec un sponsor individuel. En 1991, il prend la huitième place de la poursuite individuelle aux championnats du monde de Stuttgart. La même année, il se classe troisième de deux étapes du Herald Sun Tour. Il continue la compétition en 1992 et rejoint la formation américaine Scott-Bikyle Flyers. Toujours performant sur piste, il remporte les Six Jours de Nouméa en 1993, avec son compatriote Stephen Pate. 

## Palmarès sur piste

### Championnats du monde
- Stuttgart 1991
  - 8e de la poursuite

### Championnats nationaux
- 1987
  - 2e du championnat d'Australie de poursuite amateurs
- 1988
  -  Champion d'Australie de poursuite amateurs
- 1993
  - 2e du championnat d'Australie de l'américaine

### Autre compétitions
- 1993
  - Six Jours de Nouméa (avec Stephen Pate)

## Palmarès sur route
- 1989
  - 2e de Paris-Vierzon
- 1990
  - Beverley-Perth